# Dragoslav Stepanović
Dragoslav Stepanović (ur. 30 sierpnia 1948 w Rekovacu) – serbski piłkarz występujący na pozycji obrońcy. Trener piłkarski.

## Kariera klubowa
Stepanović treningi rozpoczął w FK Mladi Proleter, a w 1962 roku trafił do juniorów zespołu OFK Beograd. W 1966 roku został włączony do jego pierwszej drużyny, a w 1967 roku zdobył z nim Puchar Jugosławii. W 1973 roku odszedł do Crvenej Zvezdy. W 1976 roku wywalczył z nią mistrzostwo Jugosławii. W tym samym roku przeszedł do niemieckiego Eintrachtu Frankfurt. W Bundeslidze zadebiutował 23 października 1976 roku w zremisowanym 3:3 pojedynku z Herthą BSC. 26 lutego 1977 roku w zremisowanym 2:2 spotkaniu z 1. FC Saarbrücken strzelił pierwszego gola w Bundeslidze. Graczem Eintrachtu był przez dwa lata.
W 1978 roku Stepanović gdzie został graczem drugoligowej Wormatii Worms. W 1979 roku odszedł do angielskiego Manchesteru City. W Division One zadebiutował 18 sierpnia 1979 roku w meczu z Crystal Palace. W 1981 roku dotarł z zespołem do finału Puchar Anglii. W tym samym roku wrócił do Wormatii Worms, nadal grającej w 2. Bundeslidze. W 1982 roku zakończył karierę.

## Kariera reprezentacyjna
W reprezentacji Jugosławii Stepanović zadebiutował 8 kwietnia 1970 roku w zremisowanym 1:1 towarzyskim meczu z Austrią. 14 czerwca 1972 roku w wygranym 10:0 towarzyskim pojedynku z Wenezuelą strzelił swojego jedynego gola w kadrze. W latach 1970–1976 w drużynie narodowej rozegrał 34 spotkania i zdobył jedną bramkę.

## Kariera trenerska
Stepanović karierę rozpoczynał w 1982 roku w zespole FV Progres Frankfurt. Następnie pracował w FSV Frankfurt, Rot-Weiss Frankfurt oraz Eintrachcie Trewir. W kwietniu 1991 roku został trenerem Eintrachtu Frankfurt, grającego w Bundeslidze. Jako trener zadebiutował w niej 16 kwietnia 1991 roku w wygranym 4:0 pojedynku z SG Wattenscheid 09. W 1992 roku zajął z zespołem 3. miejsce w Bundeslidze. Szkoleniowcem Eintrachtu był do marca 1993 roku.
W maju tego samego roku Stepanović trafił do Bayeru 04 Leverkusen, również występującego w Bundeslidze. W tym samym roku zdobył z nim Puchar Niemiec, a w 1994 roku zajął z Bayerem 3. miejsce w Bundeslidze. W 1995 roku został trenerem hiszpańskiego Athletiku Bilbao. W marcu 1996 roku odszedł z tego klubu. Potem trenował Eintracht Frankfurt, grecki AEK Ateny, VfB Leipzig, Stuttgarter Kickers, Kickers Offenbach oraz Rot-Weiß Oberhausen.
W 2003 roku prowadził chiński Shenyang Jinde, z którym zajął 5. miejsce w Chinese Super League. Następnie prowadził egipski Zamalek SC, serbskie drużyny FK Čukarički oraz FK Vojvodina, a także bośniacki FK Laktaši, gdzie pracował w 2010 roku.